# Musaranya d'Uganda
La musaranya d'Uganda (Crocidura mutesae) és una espècie d'eulipotifle de la família de les musaranyes (Soricidae). Viu a la República Centreafricana, la República Democràtica del Congo i Uganda. No hi ha gaire informació sobre la seva hàbitat i l'ecologia. Es desconeix si hi ha cap amenaça significativa per a la supervivència d'aquesta espècie.